# Notfallsanitätergesetz
Das Notfallsanitätergesetz (NotSanG) ist ein deutsches Bundesgesetz über den Beruf des Notfallsanitäters, einer rettungsdienstlichen Qualifikationsstufe oberhalb des Rettungsassistenten zum Einsatz in der Notfallrettung. Es beschäftigt sich hauptsächlich mit der Ausbildung zum Notfallsanitäter und wird durch die Ausbildungs- und Prüfungsverordnung für Notfallsanitäterinnen und Notfallsanitäter (NotSan-APrV) ergänzt.

## Ziele
Ziel des Gesetzes war eine Reform der Ausbildung nach dem Rettungsassistentengesetz. Im Rahmen dieser Reform soll die Ausbildungszeit deutlich auf drei Jahre verlängert und die Notkompetenz durch Regelkompetenz ersetzt werden. Ein weiteres Ziel dieser Reform ist die bessere Vergleichbarkeit der rettungsdienstlichen Ausbildung in den Bundesländern und in der Europäischen Union. Zur Verbesserung der Ausbildungsqualität der Rettungsdienstschulen wurden im Gesetz einheitliche Qualitätsanforderungen an die Rettungsdienstschulen festgeschrieben. Diese liegen oberhalb der bisherigen Anforderungen.

## Entstehung
Der Entwurf des Gesetzes wurde am 25. Mai 2012 von der Bundesregierung veröffentlicht. Die Mitglieder der Expertengruppe im Bundesministerium für Gesundheit wurden zu Stellungnahmen bis zum 22. Juni 2012 aufgefordert.
Am 10. Oktober 2012 wurde das Gesetz im Bundeskabinett beschlossen und am 27. Februar 2013 vom Gesundheitsausschuss des Bundestages gebilligt. Eine Abstimmung im Bundestag erfolgte am 28. Februar 2013, der Bundesrat stimmte am 22. März 2013 für das Gesetz. Die Verkündung im Bundesgesetzblatt erfolgte am 27. Mai 2013.
Eine solche Reform wird vom Deutschen Berufsverband Rettungsdienst und vom Bundesverband der Ärztlichen Leiter Rettungsdienst begrüßt. Beide Verbände nehmen für sich in Anspruch, eine solche Reform auch schon früher in einer ähnlichen Weise angeregt zu haben.

## Übergangsregelungen
Nach dem Willen des Gesetzgebers wird im Rahmen der Übergangsregelungen Rettungsassistenten die Möglichkeit eröffnet bis zum 31. Dezember 2023 durch Teilnahme an einer Ergänzungsprüfung oder der staatlichen Prüfung die Erlaubnis zur Führung der Berufsbezeichnung Notfallsanitäter zu erlangen. Dafür nötig sind
- bei mindestens fünfjähriger Berufserfahrung als Rettungsassistent das erfolgreiche Ablegen der staatlichen Ergänzungsprüfung
- bei mindestens dreijähriger Berufserfahrung als Rettungsassistent die Teilnahme an einer 480 Stunden umfassenden weiteren Ausbildung und im Anschluss daran das erfolgreiche Ablegen der staatlichen Ergänzungsprüfung und
- bei weniger als dreijähriger Berufserfahrung als Rettungsassistent die Teilnahme an einer 960 Stunden umfassenden weiteren Ausbildung und im Anschluss daran das erfolgreiche Ablegen der staatlichen Ergänzungsprüfung[5]

Die weitere Ausbildung nach Paragraph 32 des Notfallsanitätergesetzes, dient nach Paragraph 1 Absatz 3 der Ausbildungs- und Prüfungsverordnung für Notfallsanitäterinnen und Notfallsanitäter dem Erwerb von Kenntnissen und Fähigkeiten, in denen sich die Ausbildung nach dem Rettungsassistentengesetz von der im Notfallsanitätergesetz und in der NotSanAPrV geregelten Qualifikation unterscheidet.
In der Fassung der Bekanntmachung des Notfallsanitätergesetzes vom 22. Mai 2013 war vorgesehen, dass die Berufserfahrung bis zum Inkrafttreten des Gesetzes am 1. Januar 2014 erfüllt sein musste. Mit der Änderung des Notfallsanitätergesetzes vom 4. April 2017 wurde diese Stichtagsregelung aufgehoben, so dass auch nach dem 1. Januar 2014 erworbene Berufserfahrung als Rettungsassistent berücksichtigt wird.
Alternativ besteht die Möglichkeit ohne zusätzliche Lehrgänge bis zum 31. Dezember 2023 die staatliche Prüfung abzulegen und somit die Erlaubnis zum Führen der Berufsbezeichnung Notfallsanitäter zu erlangen. Die Frist für die Inanspruchnahme dieser Übergangsregelungen wurde mit der Änderung des Gesetzes vom 21. Dezember 2019 einmalig von ursprünglich sieben Jahre auf nunmehr zehn Jahre nach Inkrafttreten des Gesetzes verlängert.
Weiterhin ist eine Verkürzung der Ausbildungszeit durch vorher bereits erworbene Ausbildungen mit gleichwertiger Qualifizierung möglich.